# Филипченко, Иван Гурьевич
Иван Гурьевич Филипченко (1887—1937) — русский поэт, участник поэтического объединения «Кузница».

## Биография
Родился в бедной крестьянской семье, батрачил, скитался, был переплётчиком. Был воспитанником Марии Ильиничны Ульяновой и в семье Ульяновых был своим человеком. Член РСДРП с 1913. Учился в Народном университете им. А. Л. Шанявского. Активно участвовал в революционном движении. В 1918-28 — сотрудник редакции «Правды». Первое стихотворение «С работы» опубликовал в «Правде» в 1913. Стихи и поэмы Филипченко — гимны борьбе и труду рабочего класса. Образы и стиль Филипченко — характерное выражение «космической», «планетарной» поэзии с её гиперболизмом, неистовостью красок и экспрессией звучания (критика отмечала влияние на Филипченко поэзии В. Брюсова, Э. Верхарна, В. Маяковского, У. Уитмена).
Проживал: Москва, Большой Гнездниковский пер., д. 10, кв. 738.
Арестован 6 марта 1936 г. за открытую критику политики И. В. Сталина. Расстрелян 9 марта 1937 г.; прах зарыт в общей могиле Донского кладбища. Реабилитирован 28 декабря 1955 г.

## Критика
"Поэзия «Кузницы» срывается в безвоздушное пространство, где наша земля только планета среди планет, а на встречу летят миллионы солнц. Образы у поэтов «Кузницы» преувеличены, гиперболичны, их речь напряжена, чуть ли не напыщена, постоянно стремясь говорить просто, они переходят к риторике и к крику. Все сказанное особенно резко сказывается в стихах И. Филипченко. Иные поэмы, как «Города», рабски напоминают Э.Верхарна. Стихи «Мать» весьма и весьма близко напоминают одну поэму, написанную мной… При этом «космика» бьет в стихах И.Филипченко через край. Поэт оперирует такими образами, как «времена времен», «миры миров», «сверхчеловеческая процессия» и т. п.
Тем не менее, И.Филипченко — один из даровитейших поэтов «Кузницы»… Самый «экстаз» И.Филипченко чаще, чем у других, приближается к подлинной силе. В его, иногда слишком длинных поэмах, есть единство не только замысла, но и художественного построения. Язык поэм, при всей его пестроте самостоятелен; ритмы, местами, звучат по-новому. Есть страницы, где стихи И.Филипченко, сходя с космических высот, превращаются в самую настоящую, порой трогательную, поэзию. В общем И.Филипченко — один из наиболее обещающих поэтов «Кузницы».
Брюсов В. Я.. с/с в 7-ми т., т.6. с. 539—541.

«По основному складу своему, Иван Филипченко именно — поэт больших построений и глубоких замыслов. Он любит кроткое пламя пастушеского костра, но ему ближе слепящая молния в ночи. Иван Филипченко благословляет только ту жизнь и ту полноту жизни, которая, по его выражению, раскрывается „В лихе, шипеньи, грозе“. Иначе говоря, Бытие в цвету, Земля в стихийной славе… Труд и только Труд — источник и оправдание бытия, а труженик — Зодчий Земли. Вне трудового, творческого подвига, вне участия в его славе и правде, нет на свете ни долга, ни закона… „Кто не кузнец, не человек“ …»
Юргис Балтрушайтис

## Сочинения
- Эра славы. Стихи и поэмы (предисловие Ю. Балтрушайтиса, В. Брюсова), М., 1918;
- Руки. Стихи и поэмы, М., 1923;
- Избранное, М., 1962.